# 國道18號 (芬蘭)
國道18號（芬蘭語：Valtatie 18）是一條連接芬蘭西部城市瓦薩和中部城市于韋斯屈萊的一條公路，全長269公里。